# Căință și răzbunare
Oldboy (Hangul:  올드보이) este un film sud-coreean realizat de Park Chan-wook. Oldboy este al doilea film din The Vengeance Trilogy precedat de Sympathy for Mr. Vengeance și succedat de Sympathy for Lady Vengeance.
Filmul a obținut Marele Premiu (franceză Le Grand Prix) la Festivalul Internațional de Film de la Cannes  în 2004.

## Distribuție
- Choi Min-sik : Oh Dae-soo
- Yu Ji-tae : Lee Woo-jin
- Kang Hye-jeong : Mi-do
- Ji Dae-han : No Joo-hwan
- Oh Dal-soo : Park Cheol-woong
- Kim Byeong-ok : Format:Mr. Han
- Lee Seung-shin : Yoo Hyung-ja
- Yun Jin-seo : Lee Soo-ah
- Oh Kwang-rok : omul care se sinucide